# Кузнецов, Иван Сергеевич
Ива́н Серге́евич Кузнецо́в (27 мая 1867, Порецкое, Владимирская губерния — 3 июня 1942, Москва) — русский и советский архитектор, известный своими дореволюционными работами в Москве, Подмосковье, Вичуге. Выходец из семьи рабочего, Кузнецов самостоятельно пробился в элиту московской архитектуры. Работал в различных стилях (автор памятника модерна — Медведниковской гимназии), но наиболее успешно — в неоклассике и неорусском стиле. Мастер промышленной архитектуры, спроектировавший только по заказам Н. А. Второва более шестисот зданий. Был востребован и активно строил в советский период.

## Биография
Родился 27 мая 1867 года в селе Порецком, Владимирской губернии в семье крестьянина-каменщика. С 11 лет работал на стройках. В 1884 году поступил в Московское училище живописи, ваяния и зодчества и окончил его в 1889 году с Большой серебряной медалью, дававшей право на производство строительных работ. Одновременно в 1885—1886 годах работал у К. В. Терского. В 1887—1895 годах — помощник Ф. О. Шехтеля, c 1889 годах — на службе благотворительного Ведомства учреждений императрицы Марии. В 1895—1900 годах продолжил обучение в Императорской Академии художеств; дважды выезжал на стажировку в Европу, получил звание архитектора-художника.
В 1890-е годы вошёл в круг подрядчиков Вичугских фабрикантов, проектирует фабрики и гражданские постройки на территории современной Ивановской области для семьи Красильщиковых и др. В Москве Кузнецов сблизился с семьями Баевых и Медведниковых. Важнейшая из ранних построек Кузнецова — Медведниковская гимназия в Москве (Староконюшенный переулок, 18), ставшая образцом для общественных зданий эпохи модерна. Тогда же, в первой половине 1900-х гг., Кузнецов реставрировал живопись в Успенском соборе Иосифо-Волоколамского монастыря, в московском Богоявленском соборе в Елохове.

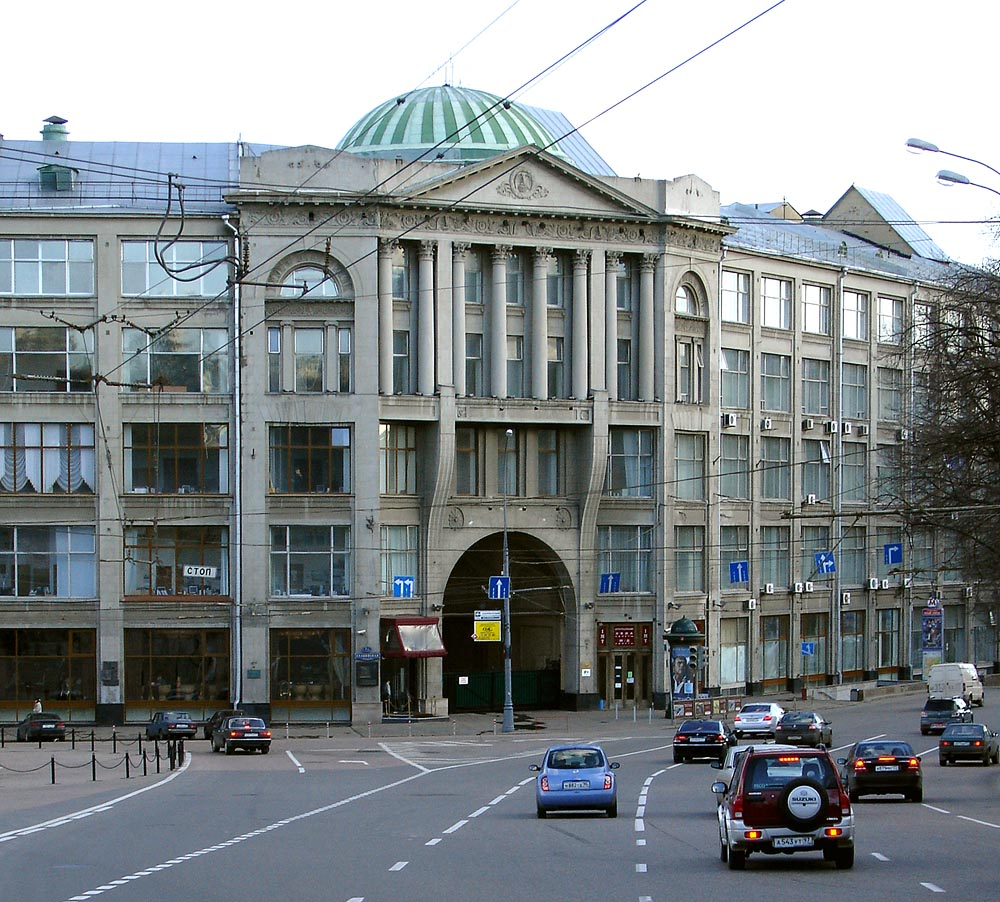
"Деловой Двор" у Варварских Ворот
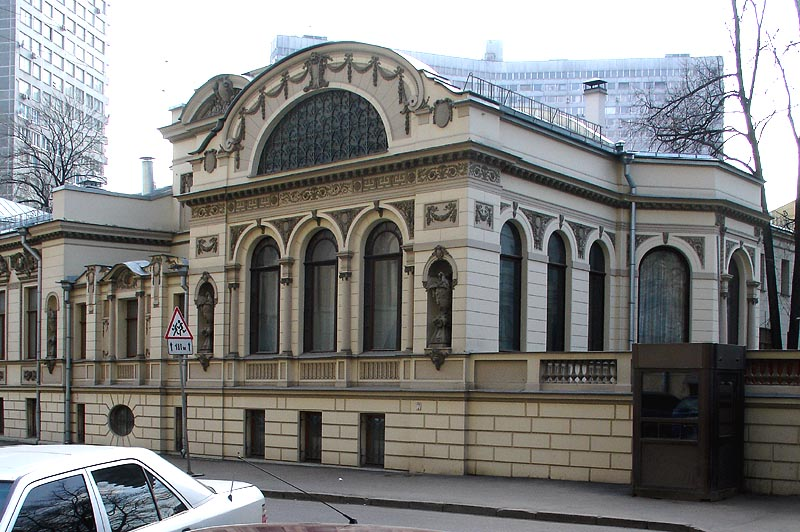
Поварская улица, 9
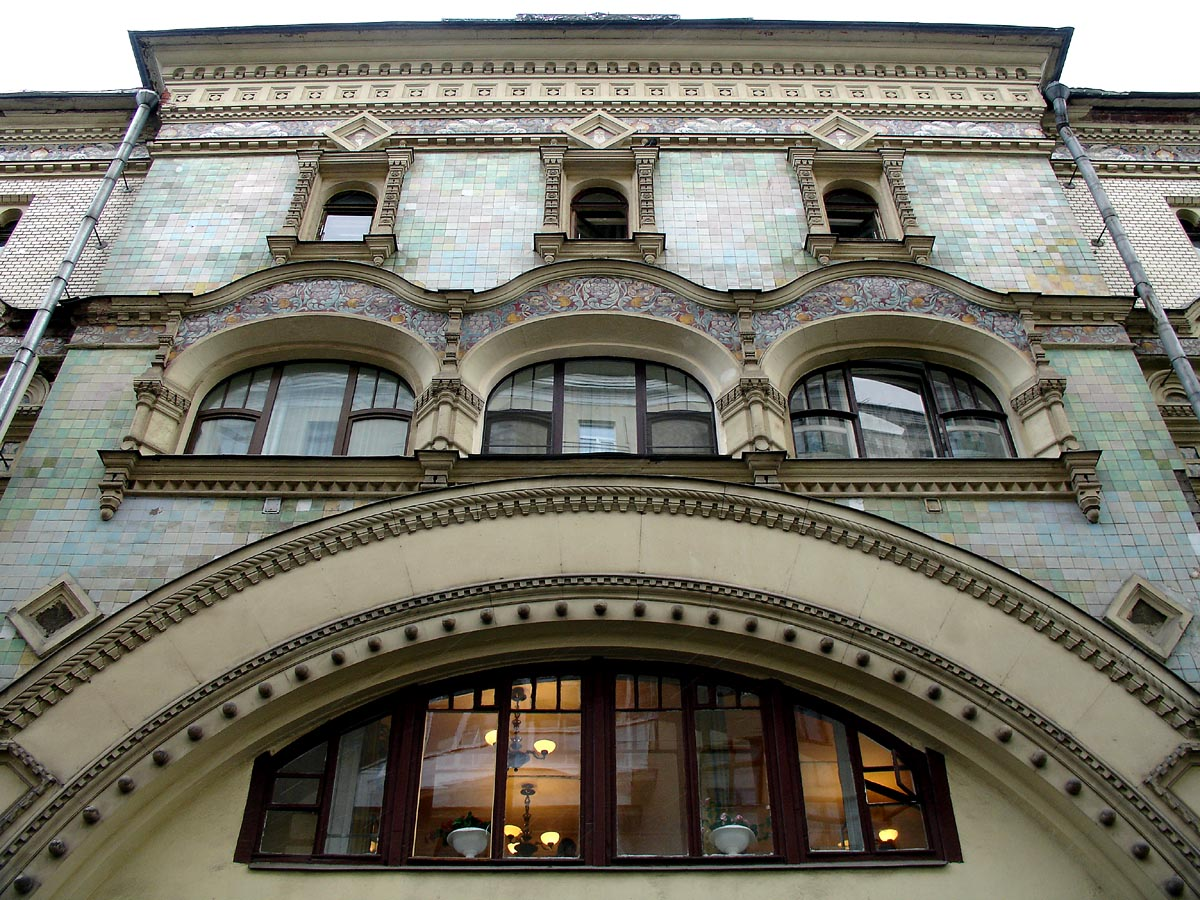
Саввинское подворье
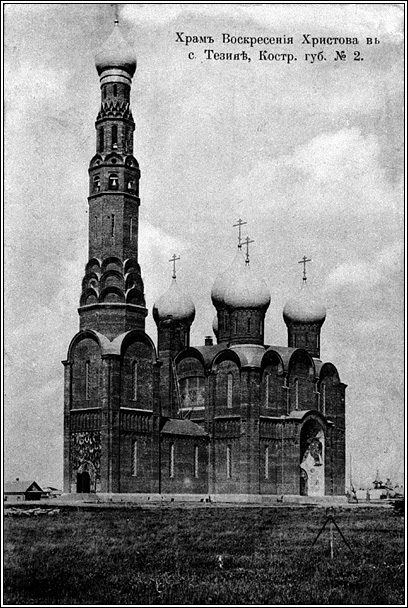
Храм в Вичуге, фото 1912
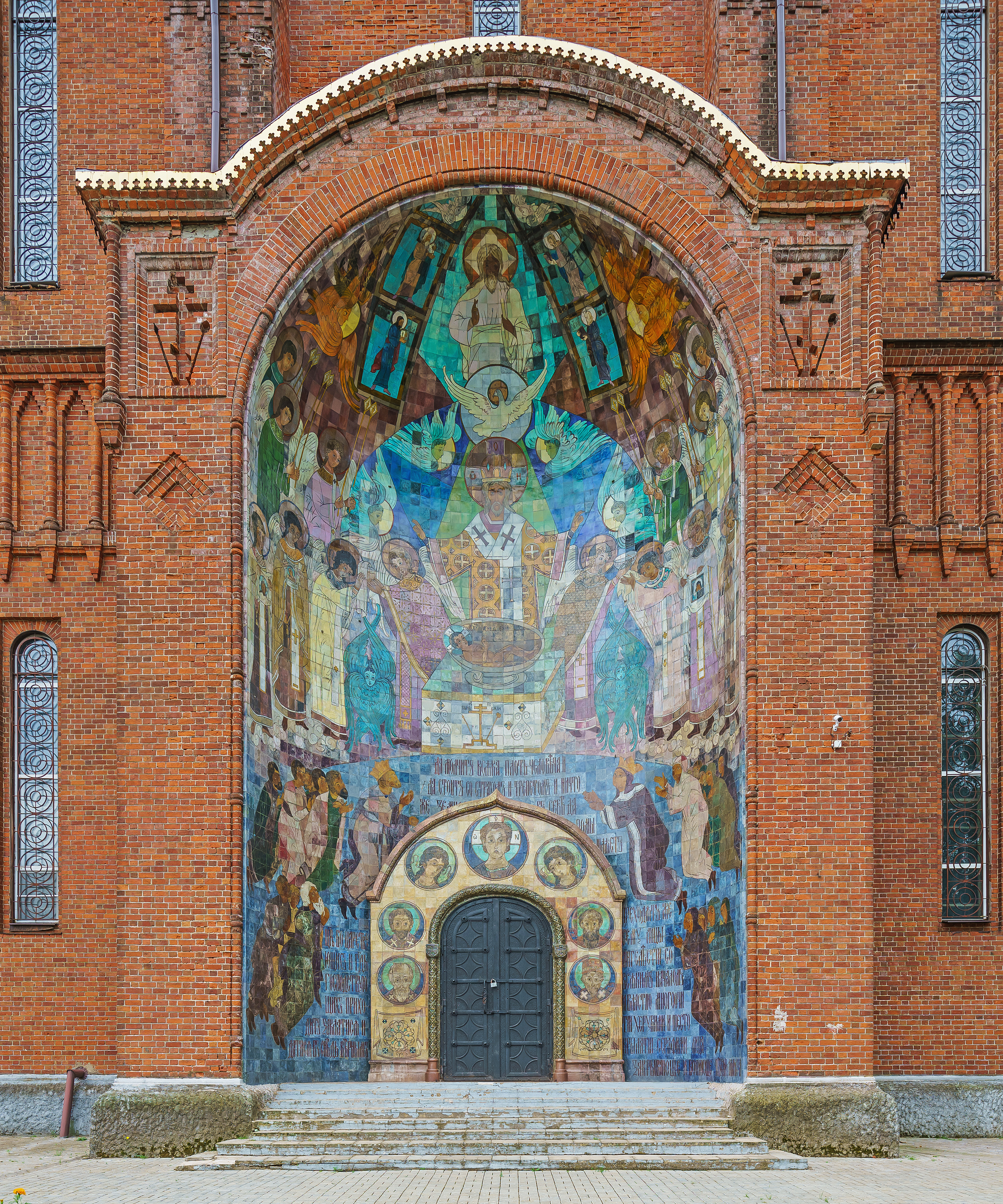
Портал храма в Вичуге

С 1894 года — архитектор Московского совета детских приютов, с 1900 года — архитектор Покровской общины. С 1902 года — член Комитета по строительству храма св. Александра Невского на Миусской площади.
В 1905—1907 годах Кузнецов построил своё самое известное здание, ныне спрятанное за фасадами сталинских домов по Тверской — Саввинское подворье. Это был первый и безусловно удачный опыт работы с Абрамцевской гончарной мануфактурой — абрамцевские изразцы определяют весь облик этого здания. Сотрудничество с Абрамцевом продолжилось в 1908—1910, когда по заказу И. А. Кокорева Кузнецов выстроил в Тезине под Вичугой Воскресенский храм — Красную церковь. Кроме того, Кузнецов строил храмы и монастырские службы в Иосифо-Волоколамском монастыре, на Полтавщине, в старообрядческой общине в Переведеновском переулке в Москве. В Москве же по заказу Н. А. Второва он построил крупный деловой комплекс — «Деловой двор» — на площади Варварских ворот — в строгом неоклассическом стиле.
В 1909—1916 годах был гласным Московской городской думы от кадетской партии, состоял членом многих комиссий и комитетов.
В годы Первой мировой войны, когда многие архитекторы остались без заказов, Кузнецов оказался одним из самых востребованных архитекторов, работая на оборонный заказ — строил заводы Второва и Михельсона (Москва, Серпухов, Затишье (Электросталь), Богородск (Ногинск)).
В отличие от большинства зодчих своего поколения, Кузнецов много и успешно строил производственные сооружения, причём разного профиля, выполняя весь комплекс проектных и строительных работ. Например, для снарядных заводов Н. А. Второва в Затишье им было возведено около 600 (!) зданий. Доскональное знакомство со строительной техникой и конструктивными особенностями тех или иных промышленных комплексов делало Кузнецова уникальным специалистом в этой сфере. Это и обусловило его послеоктябрьскую жизнь — М. В. Нащокина, с. 302
После революции 1917 года опыт Кузнецова был востребован большевиками (вероятно, сказалось и его пролетарское происхождение). Масштабы его деятельности в начале 1920-х годов сравнимы разве что с работами Жолтовского и Щусева, при этом
…уникальным фактом было то, что его проектная и строительная работа [в годы революции и гражданской войны] вообще не прерывалась! 1920-е годы насыщены заказами на проекты различных текстильных (Иваново-Вознесенского треста) и карандашных фабрик, металлургических и механических заводов, хлебозаводов, посёлков и мастерских… — М. В. Нащокина, с. 302
Кузнецов, воздерживавшийся от околополитических дискуссий, проработал в советской строительной отрасли почти до самой смерти; его последняя должность (с 1937) — главный архитектор Сочи — Мацестинских курортов. Умер 3 июня 1942 года, похоронен на Введенском кладбище (10 уч.).

## Постройки Кузнецова

### Особняки и городские усадьбы
- Постройки во владении крестьян Я. А. и Е. Я. Бабушкиных по Петербургскому шоссе (Ленинградский проспект 24-26), 1889 (не сохранились).
- Строительные работы в городской усадьбе М. Д. Де Ладву на 2-й Мещанской, 1889 (не сохранилось);
- Проект и строительство городской усадьбы московской мещанки М. Никифоровой. Рыкунов (Балакиревский) пер., 21, 1890 (не сохранилось).
- Постройки в городской усадьбе купца 1 гильдии Н. П. Соболева на 1-й Мещанской (Проспект Мира, 56) 1889, 1890, 1893, 1894 (не сохранилось).
- Строительство особняка и дворового строения в усадьбе С. М. Денисова на Покровской ул. (Бакунинская улица), 78, 1891.
- Строительство пристройки к особняку в усадьбе М. С. Кузнецова на 1-й Мещанской (Проспект Мира, 41), 1893.
- Дом причта церкви Живоначальной Троицы на Капельках Капельский пер., 1893.
- Дом временно московского купца А. С. Смирнова в переулке Сивцев Вражек, 3/18 (угол Сивцева Вражка и Нащокинского пер.), 1898.
- Строительные работы во владении З. Т. Кузнецовой по Газовской ул., 8 1899—1900 (не сохранилось).
- Дома причта во владении Покровской общины сестёр милосердия по Покровской (Бакунинская) ул., 94, 1902.
- Перестройка во владении А. А. Бутюгиной по Долгоруковской ул., 33, 1903—1904.
- Перестройка во владении М. А. Павлова по ул. Земляной вал, 1905.
- Строительные работы во владение жены капитана О. И. Полонской по Комиссариатской набережной, 1906.
- Перестройка и надстройка 3 этажа во владении временно московского купца В. П. Низова по Семёновской ул., 1906—1909.
- Владение коллежского асессора В. В. Пржевальского по ул. Большая Молчановка, 1907.
- Перестройка владения М. Д. Красильщиковой по ул. Малая Дмитровка, 21 (угол Пименовского пер.) 1907.
- Перестройка главного дома усадьбы Матвеевых по Большому Ирининскому (Волховскому) пер., 21, 1908, 1910.
- Особняк В. К. Баева. Дурасовский пер., 7, 1909.
- Проектирование и создание интерьеров в особняке М. Д. Карповой (совместно с Ф. О. Шехтелем) на Большой Ордынке, 41, 1909.
- Особняк И. К., Н. К., С. К. Баевых на 1-й Мещанской (Проспект Мира), 52, стр. 3, 1910.
- Переделки в доме во владении Е. А. Красильщиковой по Моховой ул., 6, 1910.

### Загородные дома и дачи
- Дача во владении московского купца Е. К. Егорова, Сокольники, 5-й Лучевой просек, 1891.
- Дача Н. А. Красильщикова в Иваново-Вознесенске, 1894.

### Доходные и жилые дома
- Перестройка в «Торговом доме» С. В. Пенского, ул. Петровка, 15, угол Рахмановского пер., 1893.
- Дом временно московского купца А. С. Смирнова, пер. Сивцев Вражек, 3/18 (угол Сивцева Вражка и Нащокинского пер.), 1898.
- Подворье Саввино-Сторожевского монастыря, Тверская ул., 6 (во дворе), 1905—1907.
- Строительство во владении жены московского купца К. И. Воробьёвой, Большая Спасская ул., 1911.
- Доходный дом во владении Иосифо-Волоколамского монастыря. Угол Столешникова пер. и ул. Большая Дмитровка, 1911.
- Доходный дом жены надворного советника Н. К. Кузнецовой, Тверская ул., 9, 1911—1914.
- Доходный дом братьев Баевых: Николая, Владимира и Сергея Козмичей, Трубниковский пер., 26, 1912—1913.
- Доходный дом Н. К. Баева, Капельский пер. 8, 1913.
- Доходный дом во владении французского гражданина А. К. Жиро, Зубовский бульвар (Пречистенка), 39/22, 1913.
- Дом квартир для служащих Московской товарной биржи (Строительный кооператив «Наш дом»), 1925.
- Жилой дом кооперативного товарищества «Нефтеработник», Большая Бронная ул., 17, 1928.

### Административные здания
- Надстройка 4 этажа здания Московской контрольной палаты, Погодинская ул., 6, 1909—1911.
- Конторский комплекс «Деловой двор» на площади Варварских ворот (Славянская пл.), 2, 1911—1913.
- Надстройка 3-го этажа Московской товарной биржи, улица Ильинка, 6/1, 1925.

### Благотворительные учреждения
- Дом призрения для неизлечимо больных имени И. Д. Баева-старшего, Ермаковская ул., 3, 1901.
- Дом при Лефортовском попечительстве о бедных, 1908.
- Больница для неизлечимо больных им. А. И. Коншиной и богадельня г. Серпухов, владение Коншиной «Старая мыза»[3], 1915—1916.

### Церкви, памятники

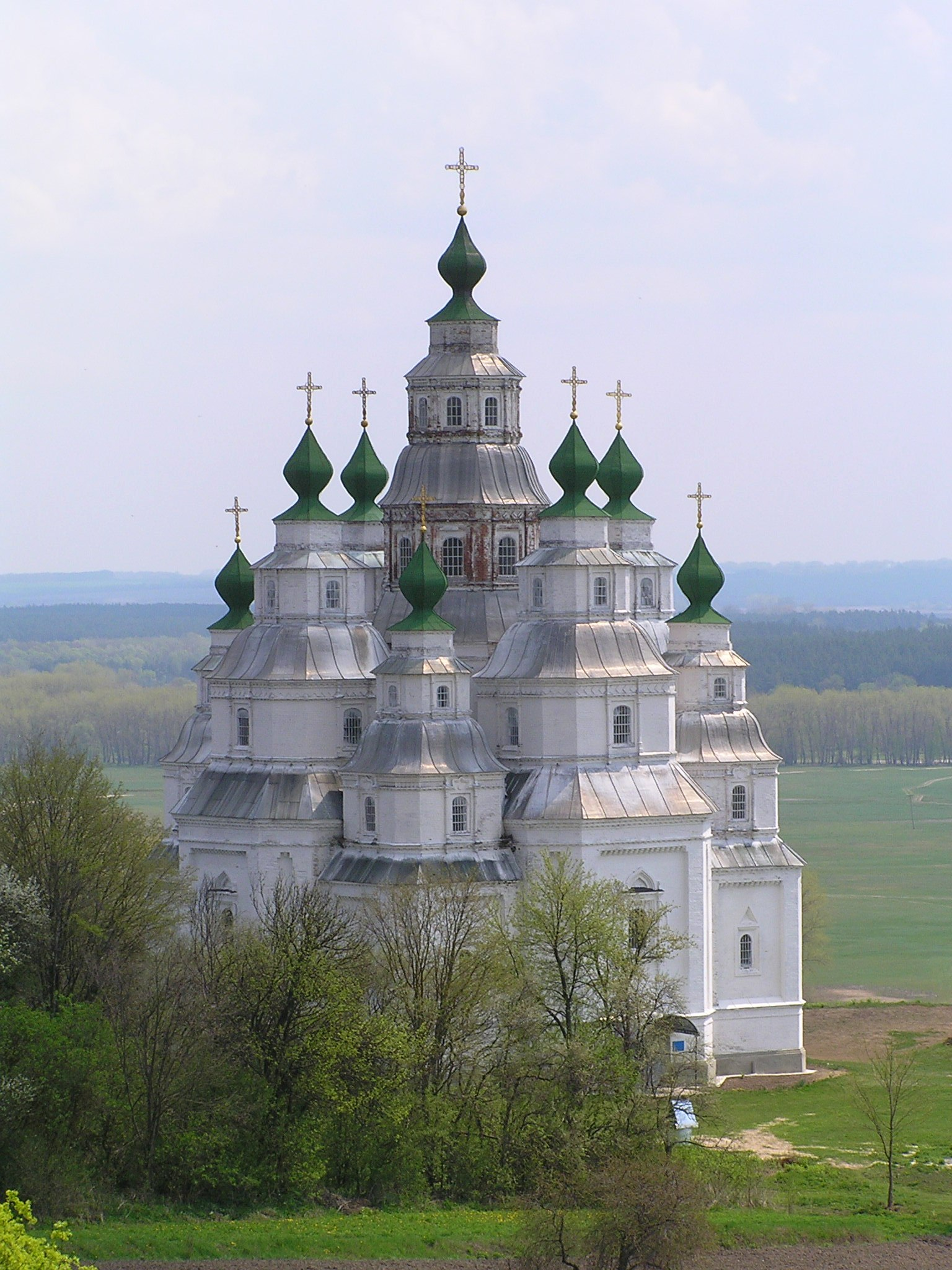
Церковь Покрова Пресвятой Богородицы

- Внутренняя отделка Храма во имя Иконы Казанской Божьей Матери в усадьбе А. К. Медведниковой «Поречье», близ Звенигорода, 1899—1900.
- Памятник над могилой. Надгробие А. К. Медведниковой в усадьбе «Поречье», 1899.
- Ремонт церкви Иоанна Предтечи в Староконюшенном переулке, 1900—1903(?).
- Церковь Покрова Пресвятой Богородицы в селе Плешивце Гадячского уезда Полтавской губернии, 1902—1906.
- Расширение Храма Живоначальной Троицы на Капельках, 1906.
- Постройка молельного дома во владении мещанки Е. М. Сыщиковой и крестьянина И. И. Малова, Большой Переведеновский пер., 1905.
- Постройка братского корпуса с трапезной в Иосифо-Волоколамском монастыре, 1908.
- Новая внутренняя отделка Успенского собора Иосифо-Волоколамского монастыря, 1908—1910.
- Увеличение церкви Вознесения Господня в городе Воскресенске (Истра), 1908.
- Церковь Воскресения Христова в селе Тезине Кинешмского уезда Костромской губернии, 1-я Библиотечная ул., 1909.

### Учебные заведения
- Постройка церкви школы при Свято-Троицком Александро-Невском общежительном девичьем монастыре в селе Акатово Клинского уезда Московской губернии, 1901.
- Гимназия имени Ивана и Александры Медведниковых, Староконюшенный пер., 18, 1901—1903.

### Производственные здания
- Литейный цех на чугунно-литейном заводе «Перенуд» в Москве, 1891—1893.
- Постройка водонапорной башни, ремонт и надстройка здания во владении коллежского советника А. С. Бера на углу Дегтярного и Пименовского пер., 1891, 1896.
- Ткацкая фабрика Анны Красильщиковой в с. Родники Юрьевецкого уезда Костромской губернии, 1893.
- Надстройка производственного здания «Товарищества К. И. Бутюгина» во владении купеческой жены А. А. Бутюгиной, Кирочный пер., 1910.
- Здание фабрики «Торгового дома Ивана Денисовича Баева-старшего с братьями», Златоустинский пер., 9 1913.
- Строительство служебного корпуса во владении мещанина А. А. Занковского (Бауманская ул.), 6, 1914.
- Проект и строительство производственного корпуса для Калинкинского пивомедоваренного завода на Сокольничьем шоссе, 1914.
- Склад для мануфактуры на бывшей Даниловской фабрике Кнопа, 1914.
- Постройка шахты для лифта во владении Иосифо-Волоколамского монастыря на Карунинской пл., 1914.
- Два снаряжательных завода по заказу Н. А. Второва (ныне Гознак), Москва, Хамовники, 1914—1915.
- Завод снаряжательный для газовых зарядов, Москва, Хамовники, 1915.
- Специальные гидротехнические сооружения на берегу Москва-реки для этих 3 заводов, 1915.
- Сооружение завода Л. А. Михельсона для изготовления гранат на территории бывшего завода «В. Я. Гоппер и Ко», Павловская ул., 1915—1917.
- Строительство снаряжательного завода № 12 на участке земли во владении Н. А. Второва при разъезде «Затишье» Московско-Нижегородской железной дороги по Богородской ветке, 1916.
- Трубочный завод Л. А. Михельсона у Пятницкого кладбища (теперь Ремонтные механические мастерские Северной железной дороги), 1916—1917.
- Проект производственного и жилого корпусов завода «Электросталь», г.Электросталь Московской области (Затишье), 1919—1920.
- Строительство в Московской Сельскохозяйственной Опытной Станции, Московская губерния, поселок Собакино, 1920—1922.
- Строительство различных фабричных сооружений для Иваново-Вознесенского Треста, 1920—1921.
- Деревообделочный и сборочный завод для триеров и других сельскохозяйственных машин (бывший Доброва и Набголц), Нижний Новгород, 1924.
- Перестройка существовавших и постройка новых зданий на карандашной фабрике Хаммера, 1927.
- Постройка хлебозавода для Ярославского Центрального Рабочего Кооператива (ЦРК) «Единение-сила», Ярославль, Большая Угличская ул., 7, 1925.
- Кашинцевская биофабрика, 1931.
- Ветеринарно-диагностическая лаборатория Горветотдела Моссовета, угол Большой Калитниковской и Чесменской улиц, Москва.

### Санатории
- Санаторий «Гульрипш-2», Сухуми, 1910—1911.
- Санаторий им. Орджоникидзе Наркомтяжпрома, Сочи, Курортный проспект, 96/5, 1935—1937.